# FC Meralco Manila
El FC Meralco Manila fou un club de futbol filipí de la ciutat de Manila.

## Història

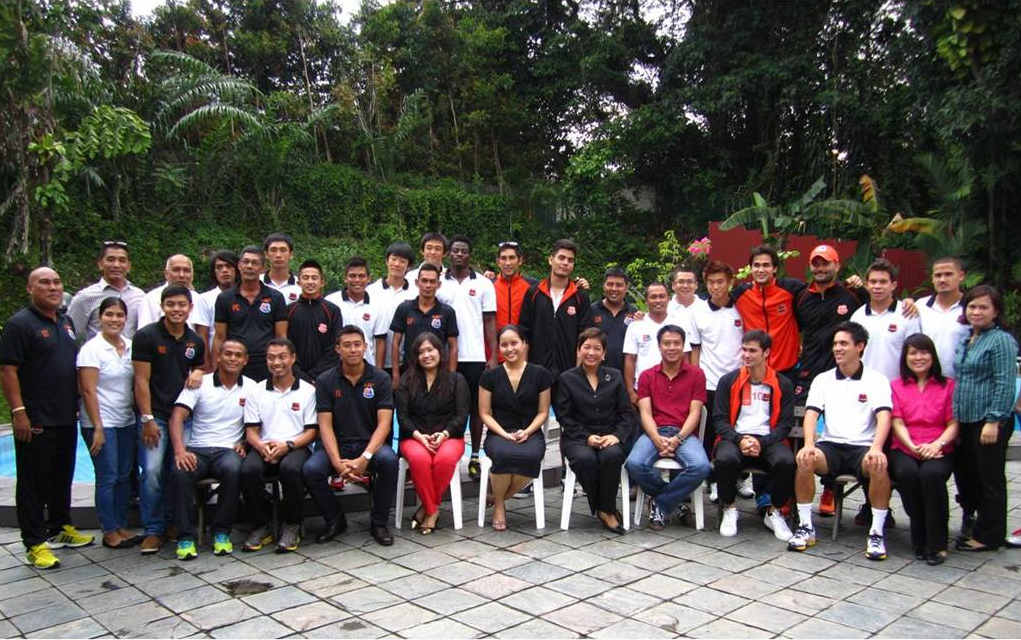
Membres de Loyola Meralco Sparks el 2013.

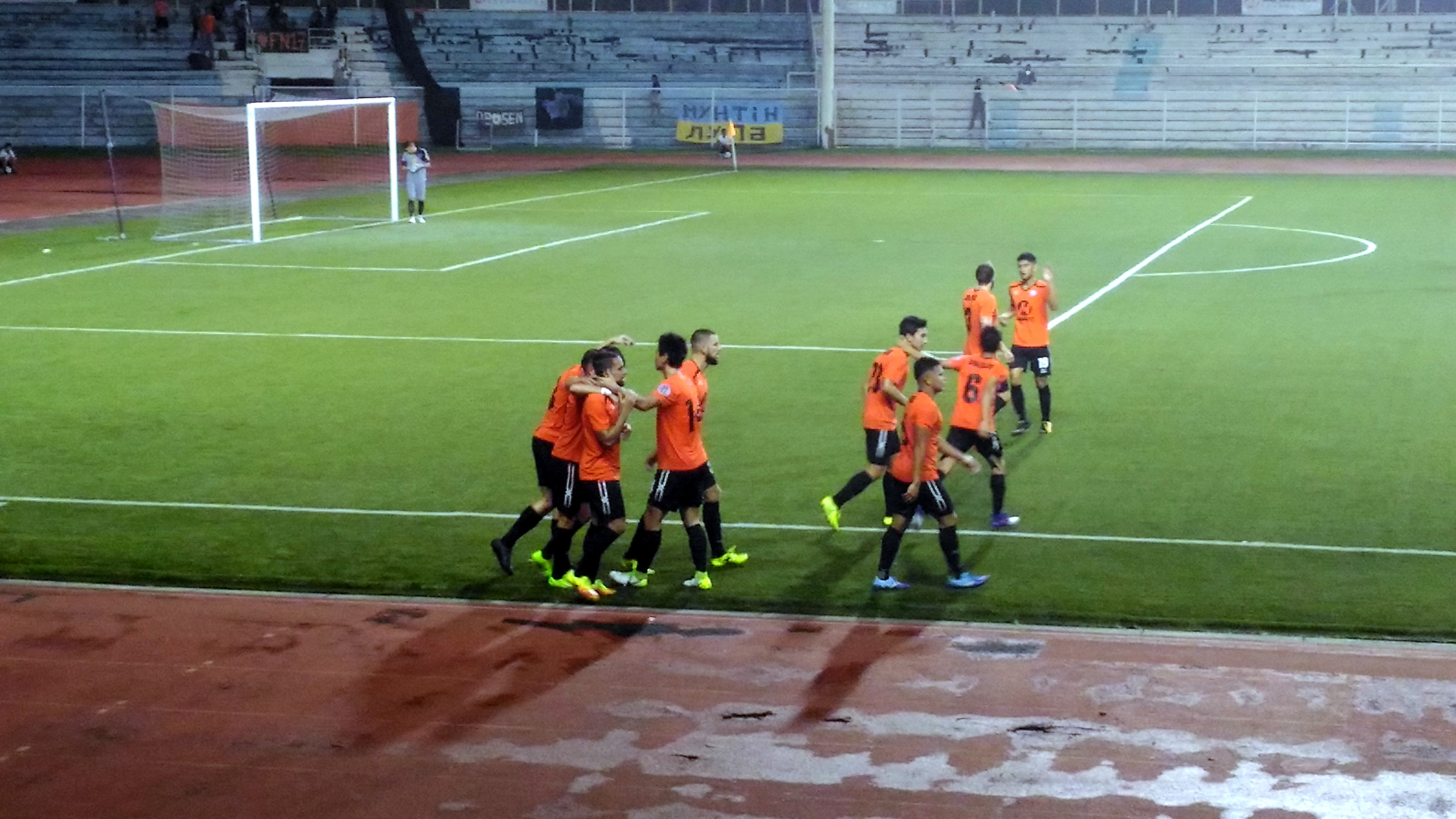
Meralco Manila davant Davao Aguilas el 2017.

El club va ser fundat el 2006 per membres de la Universitat Ateneo de Manila amb el nom Loyola Agila Football Club. El 2010 ingressà a la United Football League. El 2011 es convertí en Loyola Meralco Sparks FC. Aquest any va perdre la UFL Cup davant Philippine Air Force 2-0 a la final.
L'any 2013 guanyà la UFL Cup i la temporada 1914-15 el campionat filipí.
L'any 2017 fou inclòs entren els membres fundadors de la Philippines Football League, amb el nom FC Meralco Manila. El 8 de gener de 2018 anuncià el cessament d'operacions. Es refundà amb el nom Loyola Football Club dedicat al futbol base.
Evolució del nom:
- 2006-2011: Loyola Agila FC
- 2011-2017: Loyola Meralco Sparks FC
- 2017-2018: FC Meralco Manila

## Palmarès
- UFL Cup

2013
- Campionat de les Filipines de futbol:

2014-15